# Aktivia

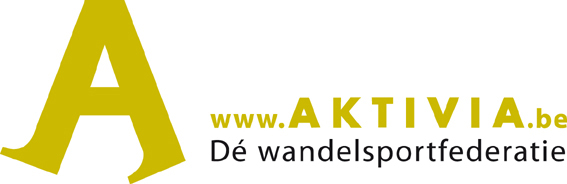
Logo

Aktivia of de vroegere Vlaamse Wandel en Jogging Liga was een overkoepelende organisatie opgericht in 1972, welke de meeste wandelclubs uit de 5 Vlaamse provincies groepeert.
In 2016 werd er beslist om met de twee andere grootste Vlaamse wandelsportfederaties - de Vlaamse Wandelfederatie en de Vrije Vlaamse Recreatiesporten - te versmelten tot één nieuwe federatie: Wandelsport Vlaanderen.

## Eén miljoen
Aktivia telde meer dan 250 aangesloten wandelverenigingen die op hun beurt 35.000 wandelaars onder zijn leden groepeerden.
Deze wandelverenigingen organiseerden samen een duizendtal wandeltochten, gespreid over het ganse jaar. Eén miljoen wandelaars konden dan ieder keer kiezen tussen afstanden die variëren van 6 tot 42 km en uitzonderlijk tussen 50 en 100 km.